# Nuvola di punti

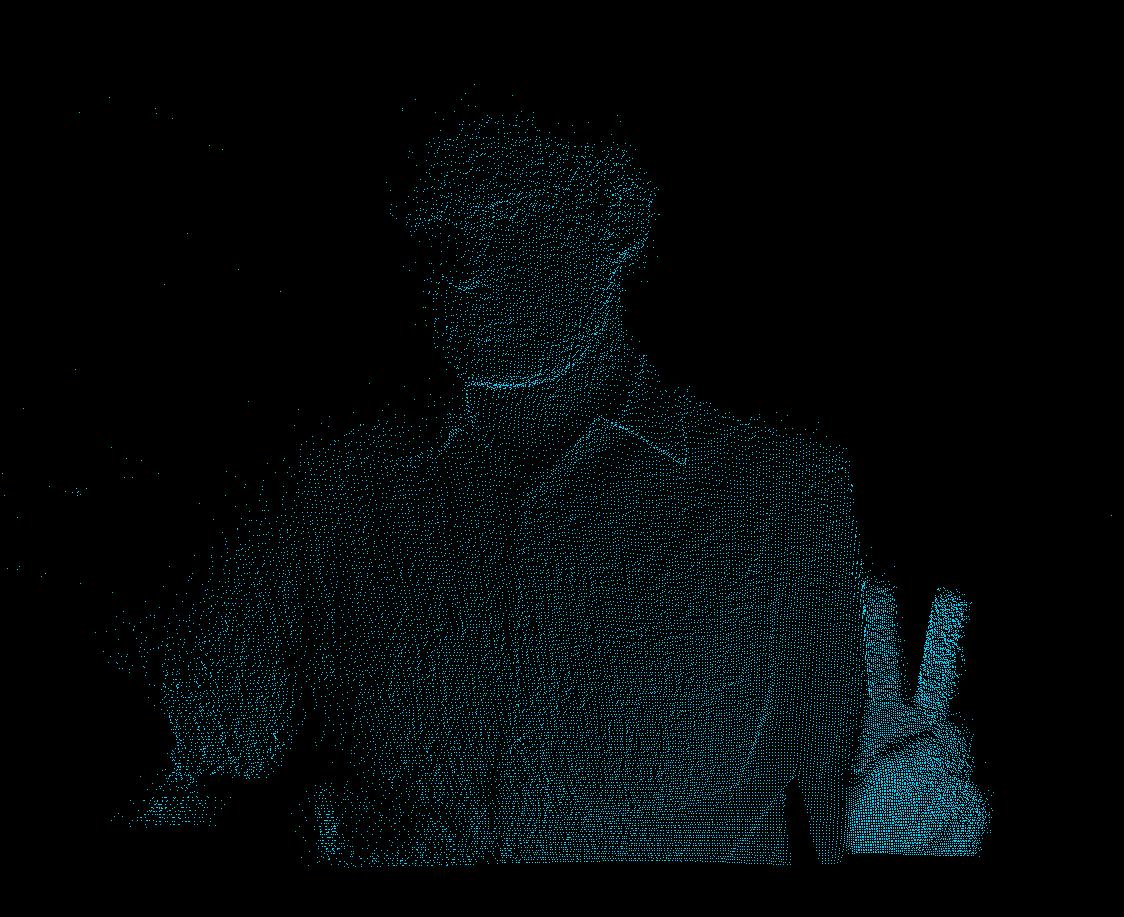
Nuvola di punti acquisita tramite una telecamera a tempo di volo Creative Senz3D.

Una nuvola di punti (point cloud) è un insieme di punti nello spazio ognuno dei quali definiti nella loro posizione secondo gli assi X, Y, Z in un determinato sistema di coordinate e caratterizzati da eventuali valori di intensità (RGB o altre lunghezze scalari.) ad essi associati.
Le nuvole di punti vengono utilizzate in numerosi campi, dalla rilevazione territoriale alla rappresentazione di strutture tridimensionali (oggetti o superfici di piccole o grandi dimensioni), alla metrologia.

## Applicazioni
Le nuvole di punti sono il risultato dell'utilizzo di strumenti LIDAR o possono essere ottenute anche attraverso altre tecniche quali la fotogrammetria. Esse hanno diversi scopi come la creazione di modelli CAD tridimensionali, la misura di precisione, il controllo qualità dei prodotti. Possono trovare impiego nell'industria per verificare se i pezzi realizzati soddisfano le specifiche e le tolleranze di progetto, oppure in campo medico nella diagnostica per immagini.
Spesso le nuvole di punti non sono adatte ad essere utilizzate direttamente, ma servono da punto di partenza per la creazione di superfici come le mesh poligonali utilizzate in computer grafica e nella modellazione CAD.
In letteratura esistono diverse tecniche per formare una superficie 3D a partire da una nuvola di punti. Tra le più note ci sono la triangolazione di Delaunay, che costruisce una griglia di triangoli che hanno i punti della nuvola come vertici oppure tecniche che seguono un approccio volumetrico come quella dei marching cubes.
I moderni sistemi di telerilevamento possono fornire nuvole di punti che trasformate in superfici producono modelli digitali di elevazione, impiegati nel Geographic information system.

## Software
Esistono diversi strumenti software che permettono di creare e manipolare nuvole di punti spesso open source come MeshLab o le librerie PCL (Point Cloud Library).